# Main Event der World Series of Poker 2020
Das Main Event der World Series of Poker 2020 war das Hauptturnier der 51. Austragung der Poker-Weltmeisterschaft. Es sollte ursprünglich ab dem 1. Juli 2020 in Paradise am Las Vegas Strip gespielt werden, wurde jedoch aufgrund der COVID-19-Pandemie verschoben. Das Turnier wurde stattdessen vom 29. November 2020 bis 3. Januar 2021 in einem anderen Modus ausgespielt und der Poker-Weltmeister mit einem Mix aus Online- und Livepoker ermittelt.

## Vorgesehene Turnierstruktur
Die Anmeldung des Hauptturniers in der Variante No Limit Hold’em war auf die drei Tage vom 1. bis 3. Juli 2020 angesetzt. Das gesamte Turnier sollte im Rio All-Suite Hotel and Casino in Paradise ausgetragen werden. Das Buy-in sollte 10.000 US-Dollar betragen. Im April 2020 wurde die World Series of Poker und damit auch das Main Event aufgrund der COVID-19-Pandemie auf unbestimmte Zeit verschoben und letztlich nicht ausgespielt.

## Neue Turnierstruktur
Der Poker-Weltmeister des Jahres 2020 wurde durch eine Kombination aus Online- und Livepoker ermittelt. Auf den Plattformen GGPoker („International Main Event“) und WSOP.com („Domestic Main Event“) wurde jeweils ein 10.000 US-Dollar teures Turnier bis zum Erreichen des Finaltischs gespielt, der anschließend live ausgetragen wurde. Die beiden Turniersieger duellierten sich schließlich im Rio All-Suite Hotel and Casino am Las Vegas Strip. Der Gewinner Damian Salas kürte sich zum Poker-Weltmeister 2020 und erhielt eine zusätzliche Siegprämie von einer Million US-Dollar.

### International Main Event

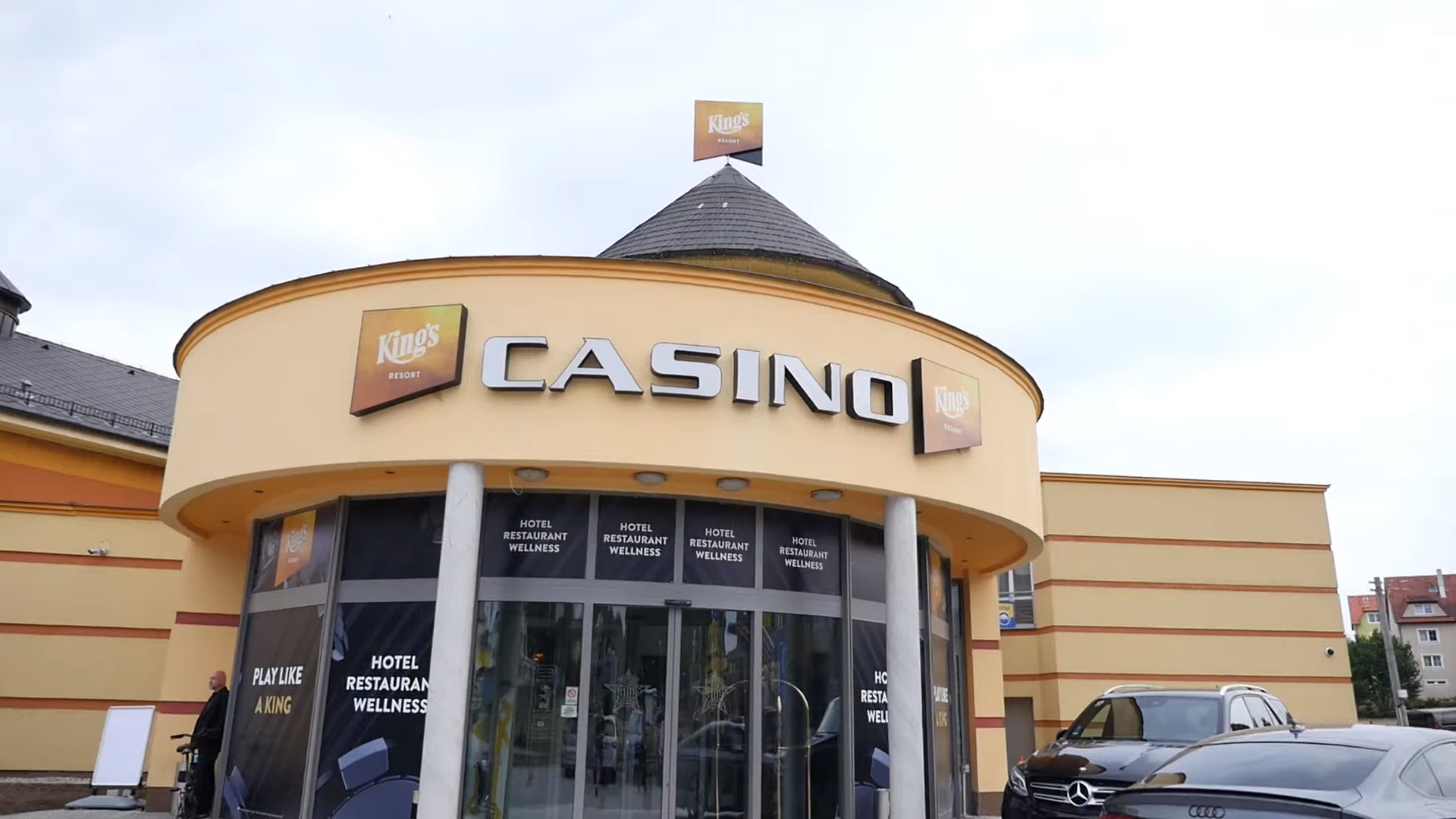
Das King’s Resort in Rozvadov

Für das Event gab es drei Startmöglichkeiten, die auf den 29. November, 5. Dezember und 6. Dezember 2020 verteilt waren. Insgesamt registrierten sich 674 Spieler, die einen Preispool von rund 6,5 Millionen US-Dollar generierten. Die verbliebenen 179 Spieler spielten am 7. Dezember 2020 bis zum Erreichen des Finaltischs. Dieser wurde am 15. Dezember 2020 live im King’s Resort in Rozvadov ausgetragen. Der Chinese Peiyuan Sun entschied, nicht nach Tschechien zu reisen, und erhielt das Preisgeld für den neunten Platz. Der Brasilianer Brunno Botteon startete als Chipleader in den Finaltisch, musste sich im Heads-Up jedoch dem Argentinier Damian Salas geschlagen geben, der sich ein Preisgeld von mehr als 1,5 Millionen US-Dollar sicherte.
| Platz | Herkunft            | Spieler              | Preisgeld (in $) |
| ----- | ------------------- | -------------------- | ---------------- |
| 1     | Argentinien         | Damian Salas         | 1.550.969        |
| 2     | Brasilien           | Brunno Botteon       | 1.062.723        |
| 3     | Portugal            | Manuel Ruivo         | 0.728.177        |
| 4     | Spanien             | Ramón Miquel Muñoz   | 0.498.947        |
| 5     | Schweiz             | Marco Streda         | 0.341.879        |
| 6     | Litauen             | Dominykas Mikolaitis | 0.234.255        |
| 7     | Bulgarien           | Stojan Obreschkow    | 0.160.512        |
| 8     | Osterreich          | Hannes Speiser       | 0.109.982        |
| 9     | China Volksrepublik | Peiyuan Sun          | 0.075.360        |

### Domestic Main Event

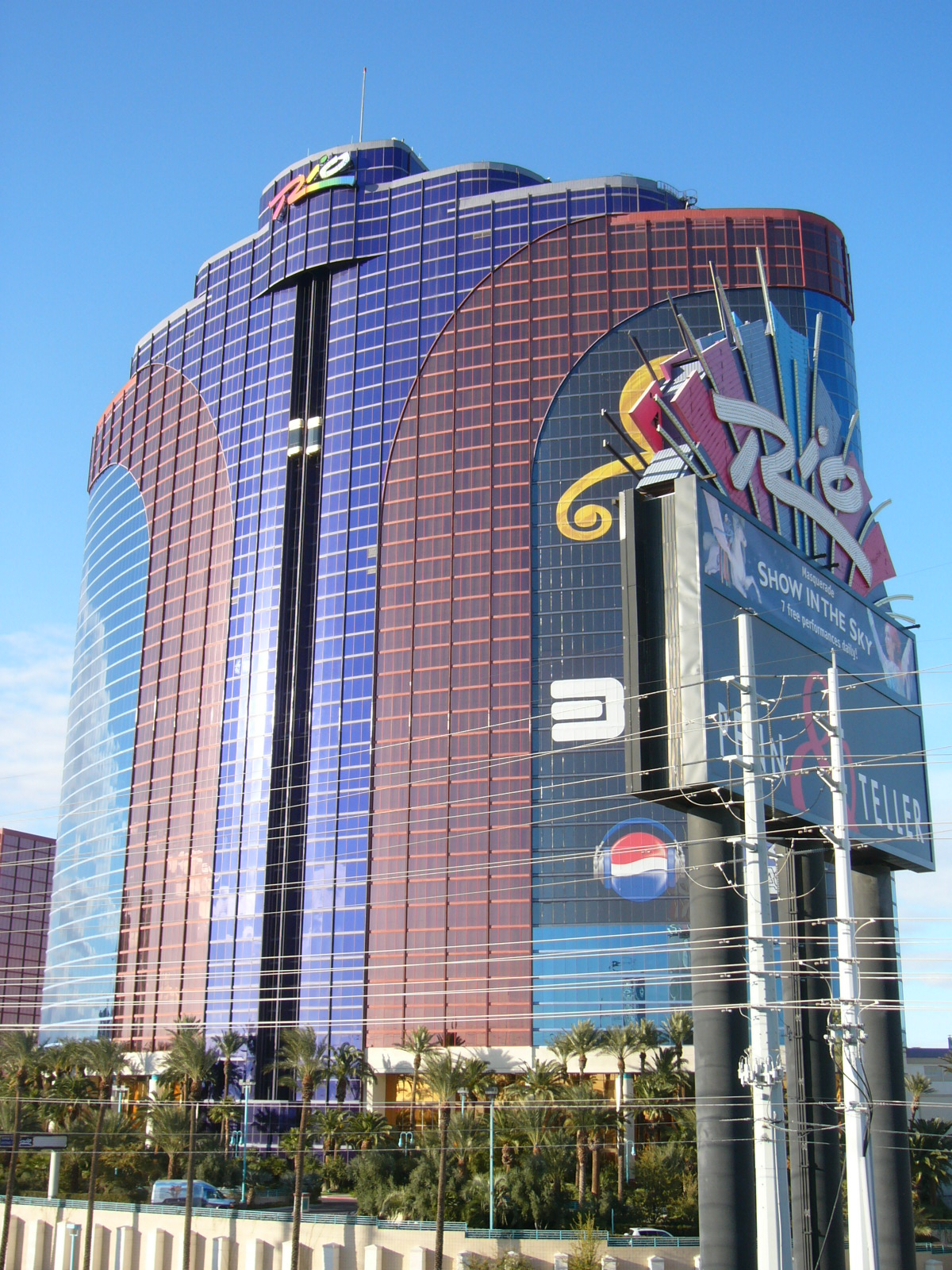
Das Rio All-Suite Hotel and Casino am Las Vegas Strip

Das Turnier startete am 13. Dezember 2020 und lockte 705 Spieler an, die für einen Preispool von rund 6,8 Millionen US-Dollar sorgten. Spieler mussten sich zur Teilnahme im US-Bundesstaat Nevada oder New Jersey aufhalten. Am 14. Dezember 2020 wurde bis zu den letzten 9 Spielern gespielt, Joseph Hebert beendete den Tag als Chipleader. Vor Start des Finaltischs am 28. Dezember 2020 im Rio All-Suite Hotel and Casino am Las Vegas Strip wurde mit Upeshka De Silva ein Spieler positiv auf COVID-19 getestet und disqualifiziert, er erhielt das Preisgeld für den neunten Rang. Anschließend setzte sich Hebert als Sieger durch und sicherte sich den Hauptpreis von mehr als 1,5 Millionen US-Dollar.
| Platz | Herkunft           | Spieler            | Preisgeld (in $) |
| ----- | ------------------ | ------------------ | ---------------- |
| 1     | Vereinigte Staaten | Joseph Hebert      | 1.553.256        |
| 2     | Vereinigte Staaten | Ronald Jenkins     | 1.002.340        |
| 3     | Vereinigte Staaten | Michael Cannon     | 0.529.258        |
| 4     | Vereinigte Staaten | Ryan Hagerty       | 0.387.130        |
| 5     | Vereinigte Staaten | Ye Yuan            | 0.286.963        |
| 6     | Vereinigte Staaten | Harrison Dobin     | 0.215.222        |
| 7     | Vereinigte Staaten | Shawn Stroke       | 0.163.786        |
| 8     | Vereinigte Staaten | Gershon Distenfeld | 0.125.885        |
| 9     | Vereinigte Staaten | Upeshka De Silva   | 0.098.813        |

### Finale

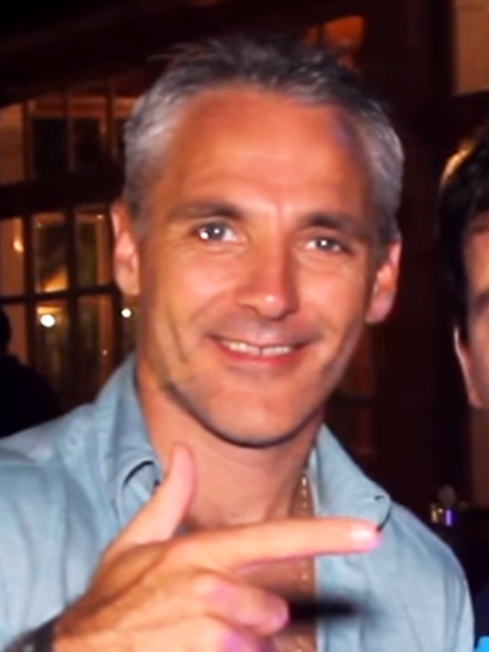
Damian Salas (2018)

Die Turniersieger sollten sich ursprünglich am 30. Dezember 2020 im Rio All-Suite Hotel and Casino am Las Vegas Strip duellieren. Da Damian Salas die Einreise in die Vereinigten Staaten zunächst verweigert worden war, wurde das Duell auf den 3. Januar 2021 verlegt. Dort setzte sich der Argentinier in der 173. Hand mit K♦ J♠ gegen A♦ Q♠ durch und erhielt ein Bracelet sowie eine Siegprämie von einer Million US-Dollar.